# تل فاندرفورت
تل فاندرفورت، هو جبل يقع في جبال كاتسكيل من نيويورك جنوب غرب فرانكلين. تل قمح هي بلدة تقع شرق تل كرين يقع جنوب شرق ورافعة تلة تقع غرب-جنوب غرب تل فاندرفورت.